# Acuerdo de Unión Civil (Chile)

Países con uniones civiles en Sudamérica.
Uniones civiles para parejas del mismo o de distinto sexo.
Uniones civiles sólo para parejas de distinto sexo.
Sin uniones civiles.

El Acuerdo de Unión Civil (AUC), o simplemente unión civil (anteriormente conocido también como Pacto de Unión Civil, Acuerdo de Vida en Pareja y Acuerdo de Vida en Común) es, según la legislación chilena, un contrato celebrado entre dos personas, que comparten un hogar, con el propósito de regular los efectos jurídicos derivados de su vida afectiva en común, de carácter estable y permanente. Está regulado por la ley 20830, que crea el acuerdo de unión civil, promulgada el 13 de abril de 2015 y publicada en el Diario Oficial el 21 de abril del mismo año.
Este acuerdo, que puede ser celebrado por parejas de cualquier orientación sexual, confiere a sus contrayentes el estado civil de «conviviente civil» y genera los derechos y obligaciones que establece la ley, la cual regula materias tales como el régimen patrimonial entre los convivientes civiles, su situación hereditaria y la protección previsional y de seguridad social, entre otros aspectos que previamente sólo se encontraban establecidos o considerados como efectos propios del matrimonio. 
El proyecto de ley que creó esta figura fue enviado por el gobierno del presidente Sebastián Piñera en agosto de 2011, como «Acuerdo de Vida en Pareja» que dio origen al boletín 7873-07. Con anterioridad, el entonces senador Andrés Allamand había presentado una moción para crear un «Acuerdo de Vida en Común», ingresado como boletín 7011-07, y que fue refundido con el anterior, en enero de 2013. La iniciativa fue aprobada por el Congreso Nacional en enero de 2015, siendo promulgada por la presidenta Michelle Bachelet el 13 de abril de 2015, tras el control preventivo del Tribunal Constitucional, y publicada el 21 de abril de 2015.
La ley que crea el acuerdo de unión civil constituye la primera norma legal que otorgó el primer reconocimiento expreso a parejas del mismo sexo dentro del Derecho chileno, permitiéndoles a quienes contraigan dicha unión ser consideradas explícitamente como «familias». El matrimonio entre personas del mismo sexo en Chile es legal desde el 9 de diciembre de 2021, realizándose las ceremonias a partir del 10 de marzo de 2022, permitiendo reconocer a cualquier matrimonio del mismo sexo celebrado en otro país, debido a que en tal caso es reconocido como tal en Chile, pudiendo del mismo modo ser reconocidas las uniones civiles celebradas por autoridades extranjeras, siempre y cuando cumplan con las reglas establecidas en la ley chilena y sus efectos serán entonces los mismos de este acuerdo.
Las uniones civiles comenzaron a contraerse a partir del 22 de octubre de 2015, una vez que entró en vigencia la ley 20830, seis meses después de su publicación en el periódico oficial.

## Historia

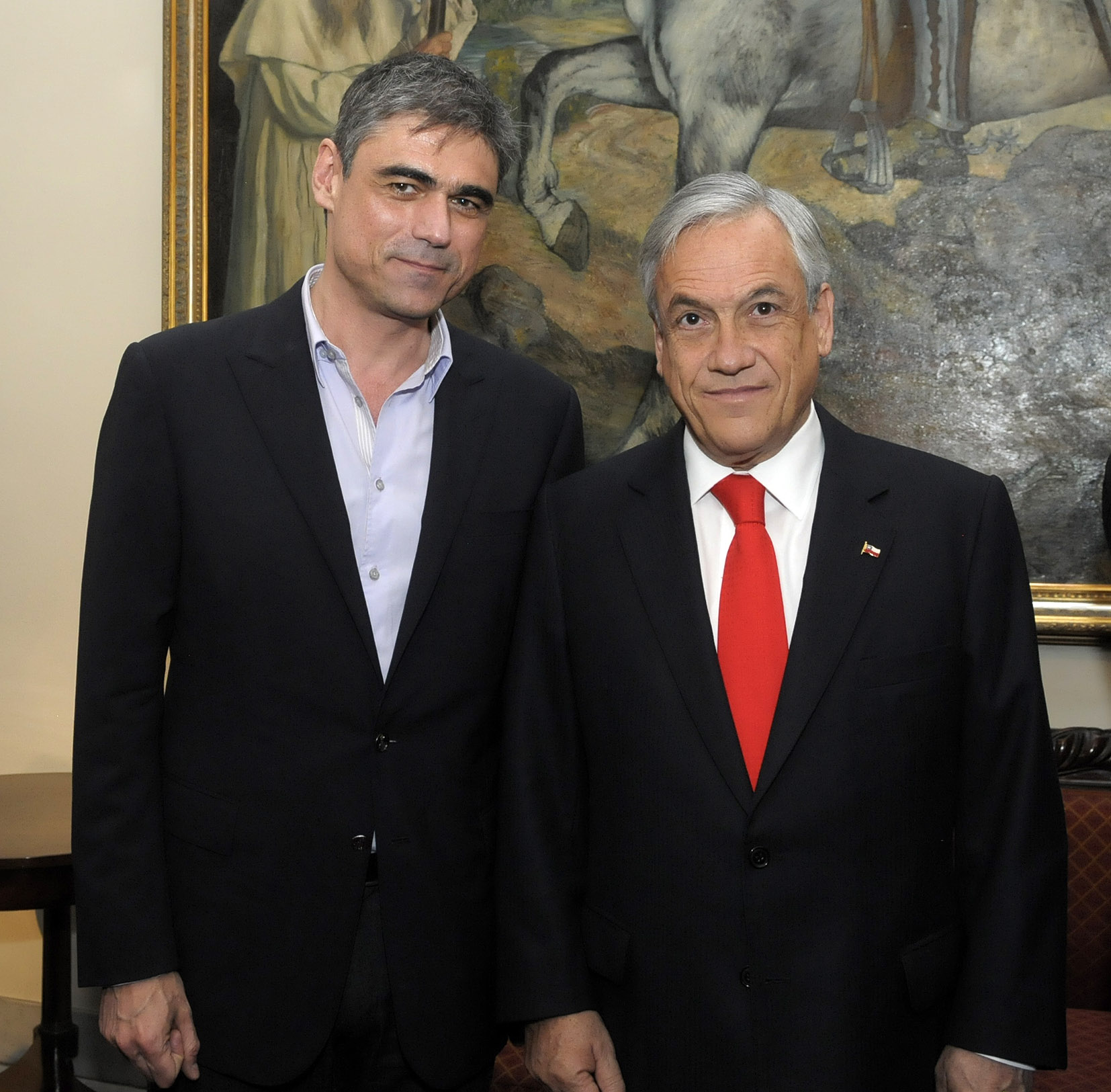
El presidente Sebastián Piñera junto a Pablo Simonetti, presidente de la Fundación Iguales, durante la firma del proyecto de ley del AVP, agosto de 2011.

El proyecto de ley sobre el Acuerdo de Vida en Pareja (AVP) fue firmado por Sebastián Piñera el 9 de agosto de 2011, siendo enviado al Congreso Nacional para su aprobación siguiendo su tramitación legislativa, la cual tardó 44 meses en total hasta su promulgación.

«No existe un sólo tipo de familia, existen múltiples formas y expresiones de familia» (...) «por lo que todas merecen respeto, merecen dignidad y merecen y van a tener el apoyo del Estado.»
Sebastián Piñera durante la firma del proyecto de ley AVP.

Aunque previamente varios legisladores presentaron propuestas similares que no obtuvieron éxito, el Acuerdo de Vida en Pareja fue la primera propuesta oficial del Gobierno de Chile para otorgar reconocimiento a las uniones del mismo sexo en Chile, lo que beneficiaría a las 34.976 personas que declararon vivir con su pareja del mismo sexo en el censo chileno de 2012. Dentro de la propuesta, sin embargo, también se incorporó la situación de parejas heterosexuales de hecho, las que superarían a esa fecha los dos millones de personas.

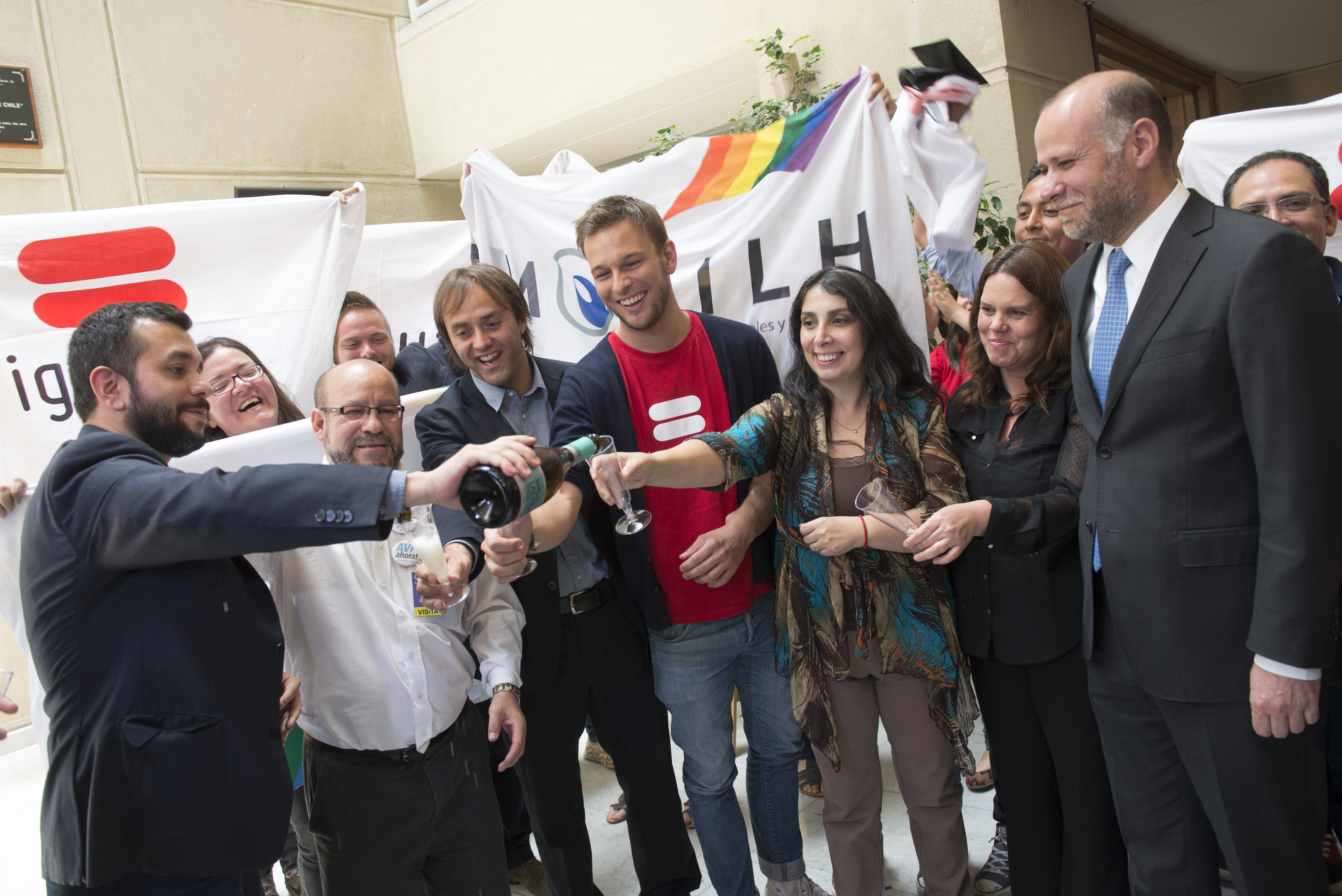
Partidarios del acuerdo de unión civil celebrando su aprobación en el Congreso de Chile en enero de 2015. De izquierda a derecha: Óscar Rementería, Rolando Jiménez, Joaquín Godoy, Luis Larraín, Karla Rubilar, Maya Fernández y Álvaro Elizalde.

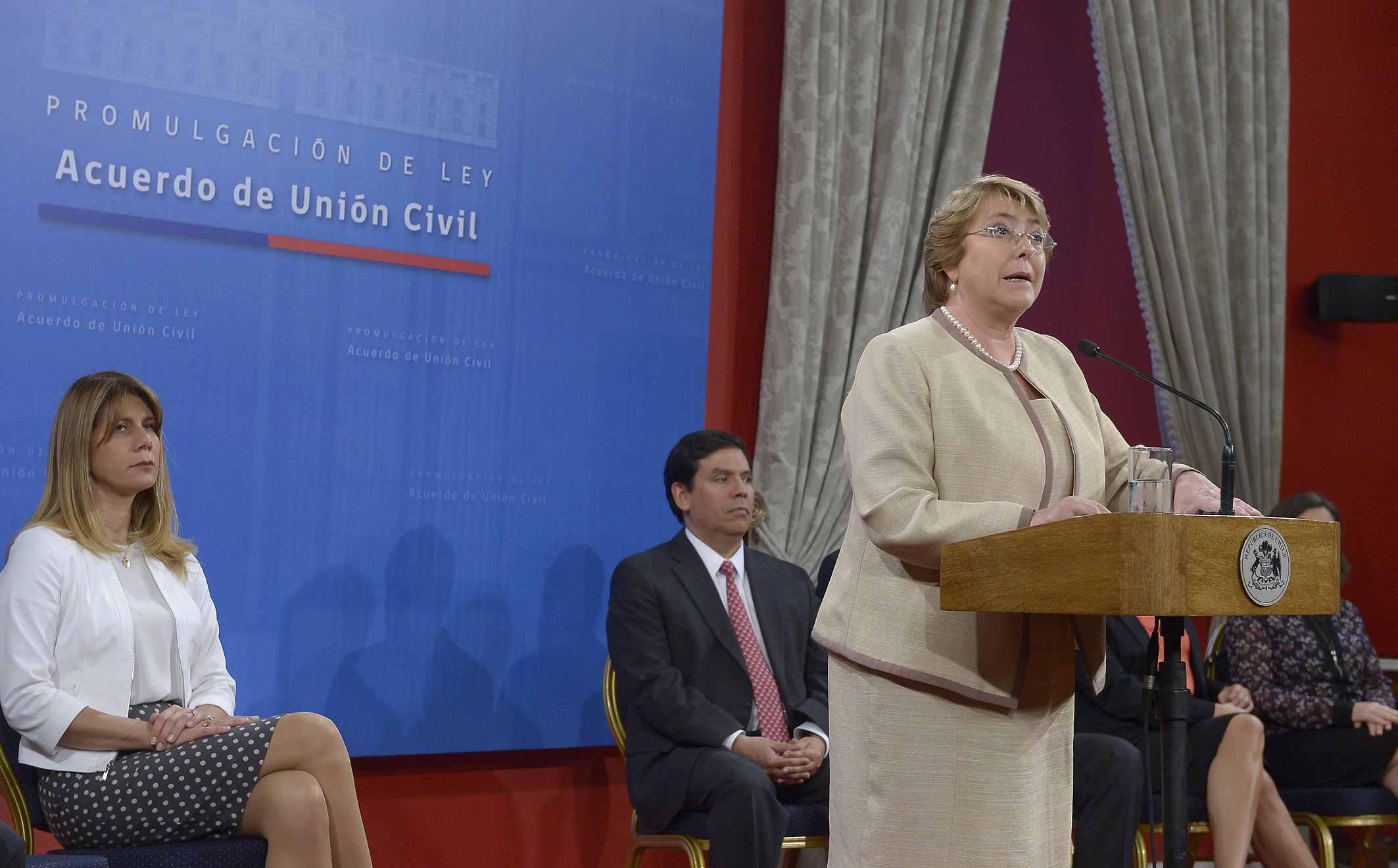
La presidenta Michelle Bachelet en la promulgación de la ley que crea el Acuerdo de Unión Civil, el 13 de abril de 2015.

La propuesta contó con el apoyo de diversas organizaciones LGBT del país, como la Fundación Iguales y el Movimiento de Integración y Liberación Homosexual (Movilh), que participaron activamente en el proceso legislativo. La propuesta, sin embargo, contó con una fuerte oposición de políticos de la coalición gobernante (especialmente de la UDI), la iglesia católica y las iglesias evangélicas.
En primera instancia, la Comisión de Constitución, Legislación y Justicia del Senado aprobó la idea de legislar el proyecto sobre Acuerdo de Vida en Pareja en abril de 2013. En julio del mismo año, el gobierno puso urgencia simple al proyecto de ley, siendo finalmente aprobado en general el 7 de enero de 2014 con 28 votos a favor, 6 en contra y 2 abstenciones. En marzo de 2014, el recién asumido gobierno de Michelle Bachelet anunció la «suma urgencia» al AVP con el fin de obtener su aprobación en el Poder Legislativo, pasando a segundo trámite legislativo en la Cámara de Diputados en octubre de 2014.
El 17 de diciembre de 2014, la Comisión de Constitución de la Cámara de Diputados acordó cambiar el nombre de «Acuerdo de Vida en Pareja» por el de «Pacto de Unión Civil» (PUC). Este cambio, sin embargo, provocó molestia en la Pontificia Universidad Católica de Chile debido al acrónimo PUC utilizado por la casa de estudio. Tras las gestiones del rector Ignacio Sánchez, en un trámite posterior fue aceptado el cambio a «Acuerdo de Unión Civil».
La Cámara de Diputados aprobó el proyecto de ley el 20 de enero de 2015, con 86 votos a favor, 23 en contra y 2 abstenciones. Una comisión mixta resolvió algunas diferencias entre los textos aprobados por ambas cámaras, siendo finalmente el proyecto de ley aprobado y quedando listo para promulgación, el 28 de enero de 2015.

A través de este Acuerdo de Unión Civil, lo que hacemos es abrir los brazos de nuestras instituciones, que en algún momento se mostraron distantes, e incluso desdeñosas, para acoger y proteger a aquellos y aquellas que hemos dejado de lado. (...)
Nos ponemos al día con un Chile inclusivo y diverso, en un Chile amoroso y justo, donde existen diversos tipos de hogares, pero cada uno de ellos cuenta con el respeto, protección, dignidad y reconocimiento que merece.
Michelle Bachelet al promulgar el Acuerdo de Unión Civil, 13 de abril de 2015.

## Características

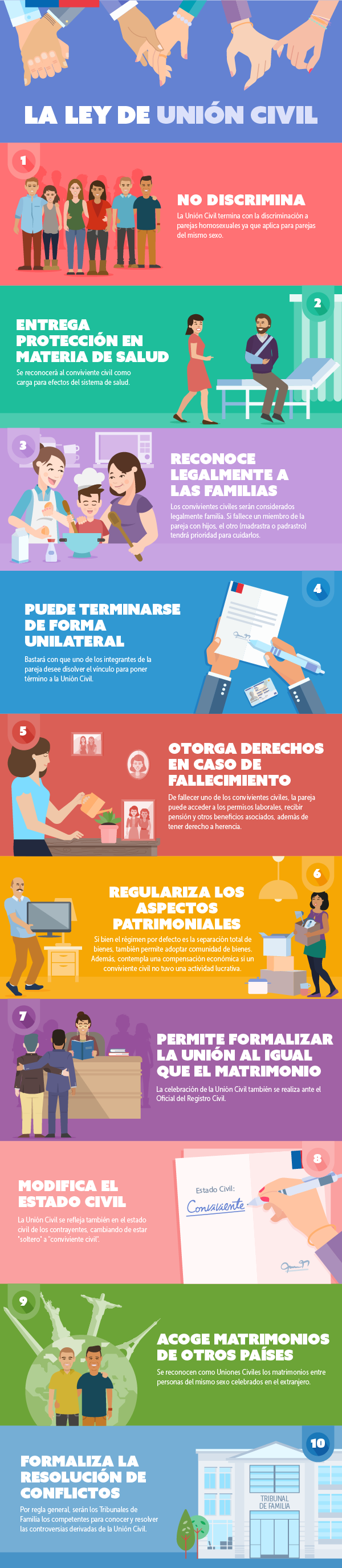
Infografía del Gobierno de Chile sobre el Acuerdo de Unión Civil.

### Celebración
El acuerdo de unión civil se celebra ante cualquier oficial del Registro Civil e Identificación, quien levanta acta de todo lo obrado, la que será firmada por él y por los contrayentes; puede efectuarse en el local de su oficina o en el lugar que señalen los contrayentes, siempre que se halle ubicado dentro de su territorio jurisdiccional. Asimismo, puede celebrarse por mandatario facultado especialmente para este efecto; el mandato deberá otorgarse por escritura pública en la que se indiquen los nombres, apellidos, nacionalidad, profesión u oficio y domicilio de los contrayentes que quedarán sujetos al acuerdo y del mandatario. La mencionada acta levantada por el oficial civil, se debe inscribir en un registro especial, el Registro Especial de Acuerdos de Unión Civil a cargo del Servicio de Registro Civil e Identificación.
En el acto de celebración, los contrayentes deberán declarar, bajo juramento o promesa, por escrito, oralmente o por lengua de señas acerca del hecho de no encontrarse ligados por vínculo matrimonial no disuelto o un acuerdo de unión civil vigente. Para la validez del acuerdo es necesario que los contrayentes sean mayores de edad y tengan la libre administración de sus bienes. No obstante lo anterior, el disipador que se halle en interdicción de administrar lo suyo podrá celebrar, por sí mismo, este acuerdo. Igualmente es necesario que los contrayentes hayan consentido libre y espontáneamente en celebrarlo. Finalmente el funcionario del Registro Civil hará entrega a los contrayentes de una Libreta de Acuerdo de Unión Civil (similar a la libreta de matrimonio), de color azul con letras doradas y el diseño de una palma chilena en la portada.
Las uniones civiles o contratos equivalentes —cualquiera sea el sexo de los contrayentes—, no constitutivos de matrimonio, sujetos a registro y celebrados válidamente en el extranjero, son reconocidos en Chile, en conformidad a las reglas que establece la ley. Los matrimonios entre personas del mismo sexo son reconocidos en Chile como acuerdos de unión civil si cumplen con las reglas establecidas en la ley, y sus efectos serán los mismos del referido acuerdo.

### Efectos
La celebración del acuerdo de unión civil otorga a sus contrayentes el estado civil de «conviviente civil». El acuerdo genera para los convivientes civiles los derechos y obligaciones que establece la ley, regulándose así diversos efectos derivados de su vida afectiva en común, incluyendo la situación patrimonial.
Los convivientes civiles se deberán ayuda mutua; asimismo, estarán obligados a solventar los gastos generados por su vida en común, de conformidad a sus facultades económicas y al régimen patrimonial que exista entre ellos. A diferencia del matrimonio civil, donde el régimen patrimonial general es una comunidad de bienes (sociedad conyugal), en la unión civil el régimen general es el de separación de bienes, sin perjuicio de la posibilidad de pactar un régimen de comunidad.
En cuanto a la sucesión por causa de muerte, da al conviviente civil la calidad de heredero intestado y legitimario del otro, concurriendo en su sucesión de la misma forma y gozando de los mismos derechos que corresponden a un cónyuge sobreviviente; además podrá también ser asignatario de la cuarta de mejoras.
En cuanto a las relaciones de parentesco, establece una relación de afinidad entre uno de los convivientes y los parientes por consanguinidad del otro. También otorga al conviviente civil la misma preferencia que tienen los ascendientes para obtener el cuidado del hijo del otro conviviente.
Otorga una serie de derechos y beneficios en materia laboral y previsional, equivalentes a los que poseen los cónyuges. Finalmente, todas las inhabilidades, incompatibilidades y prohibiciones que las leyes y reglamentos establecen respecto de los cónyuges se hacen extensivas, de pleno derecho, a los convivientes civiles; igualmente, se precisa que las leyes y reglamentos que hacen alusión a los convivientes, sea con esta expresión u otras que puedan entenderse referidas a ellos, son igualmente aplicables a los convivientes civiles.
En marzo de 2016, la Corte Suprema confirmó un fallo que negó la calidad de carga familiar a uno de los convivientes civiles de una pareja homosexual unida civilmente.

### Término
El acuerdo de unión civil terminará:
- Por muerte natural de uno de los convivientes civiles.
- Por muerte presunta de uno de los convivientes civiles. También terminará por la comprobación judicial de la muerte de uno de los convivientes civiles.
- Por el matrimonio de los convivientes civiles entre sí, cuando proceda.
- Por mutuo acuerdo de los convivientes civiles, que deberá constar por escritura pública o acta otorgada ante oficial del Registro Civil.
- Por voluntad unilateral de uno de los convivientes civiles, que deberá constar por escritura pública o acta otorgada ante oficial del Registro Civil. En cualquiera de estos casos, deberá notificarse al otro conviviente civil, mediante gestión voluntaria ante el Juzgado de Familia competente.
- Por declaración judicial de nulidad del acuerdo.

## Estadísticas

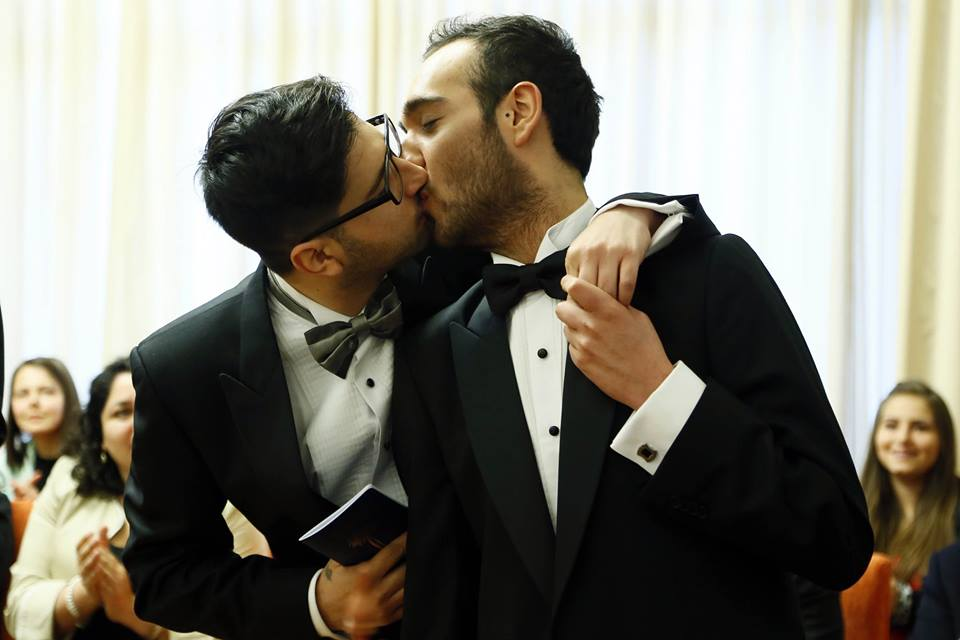
Esteban Guzmán y Vicente Medel tras la firma de su Acuerdo de Unión Civil, el 22 de octubre de 2015.

La primera Unión Civil en Chile se celebró entre dos hombres, la pareja conformada por Esteban Guzmán y Vicente Medel, el 22 de octubre de 2015 en Concepción, Región del Biobío.
Entre 2015 y 2019, fueron registradas 31 364 ceremonias de Acuerdo de Unión Civil en Chile.
| Año  | Uniones del mismo sexo | Uniones del mismo sexo | Uniones del mismo sexo | Uniones de distinto sexo | Total de uniones | % mismo sexo |
| Año  | Femenino               | Masculino              | Total                  | Uniones de distinto sexo | Total de uniones | % mismo sexo |
| ---- | ---------------------- | ---------------------- | ---------------------- | ------------------------ | ---------------- | ------------ |
| 2015 | 274                    | 357                    | 631                    | 1566                     | 2197             | 28.72%       |
| 2016 | 744                    | 854                    | 1598                   | 5676                     | 7274             | 21.97%       |
| 2017 | 662                    | 613                    | 1275                   | 4947                     | 6222             | 20.49%       |
| 2018 | 740                    | 743                    | 1483                   | 5773                     | 7256             | 20.44%       |
| 2019 | 851                    | 743                    | 1594                   | 6555                     | 8149             | 19.56%       |
| 2020 | 583                    | 529                    | 1112                   | 4216                     | 5328             | 20.87%       |
| 2021 | 989                    | 814                    | 1803                   | 6858                     | 8661             | 20.82%       |